# Emín Garíbov
Emín Nadírovich Garíbov –en ruso, Эмин Надирович Гарибов– (Moscú, 8 de septiembre de 1990) es un deportista ruso que compitió en gimnasia artística, especialista en la prueba de barra fija.
Ganó tres medallas en el Campeonato Europeo de Gimnasia Artística, en los años 2012 y 2013. Participó en los Juegos Olímpicos de Londres 2012, ocupando el sexto lugar en la prueba por equipos y el séptimo en su especialidad.

## Palmarés internacional
| Campeonato Europeo | Campeonato Europeo    | Campeonato Europeo | Campeonato Europeo   |
| Año                | Lugar                 | Medalla            | Prueba               |
| ------------------ | --------------------- | ------------------ | -------------------- |
| 2012               | Montpellier (Francia) | Medalla de oro     | Barra fija           |
| 2012               | Montpellier (Francia) | Medalla de plata   | Concurso por equipos |
| 2013               | Moscú (Rusia)         | Medalla de oro     | Barra fija           |